# Левинталь, Александр Борисович
Александр Борисович Левинталь (идиш אלעקסאנדער לעװינטאל‎; род. 18 октября 1957, Биробиджан, Еврейская АО, РСФСР, СССР) — российский государственный деятель.
Губернатор Еврейской автономной области с 22 сентября 2015 по 12 декабря 2019 (временно исполняющий обязанности губернатора Еврейской автономной области с 24 февраля по 22 сентября 2015).

## Биография
Родился 18 октября 1957 года в г. Биробиджан. Мама — Елизавета Борисовна — родилась на Украине, а отец — Борис Аронович — в Молдавии. Оба приехали в Биробиджан со второй волной переселенцев сразу после войны. Мама работала бухгалтером в столовой швейной фабрики, а отец был начальником столярного цеха завода железобетонных изделий.

### Образование
Окончил школу № 1 с серебряной медалью (одна «четвёрка» по русскому языку).
1979 год — с отличием окончил Хабаровский политехнический институт по специальности «Экономика и организация машиностроительной промышленности».

### Трудовая деятельность

#### Научная деятельность
1979—1990 годы — стажёр-исследователь, младший научный сотрудник, научный сотрудник, старший научный сотрудник Института экономических исследований ДВНЦ АН СССР (Хабаровск).
2007 год — диссертация на соискание учёной степени доктора экономических наук «Региональное индикативное планирование: методы, механизмы (на примере Хабаровского края)».
Доктор экономических наук, профессор.
Имеет звание «Заслуженный экономист Российской Федерации».

#### В администрации Хабаровского края
1990—1992 годы — заместитель начальника, начальник отдела экономического анализа, совершенствования хозяйственного механизма и управления, начальник отдела экономического потенциала территории и новых форм хозяйствования главного управления по экономике (ГлавПЭУ) Хабаровского крайисполкома;
1992—1993 годы — первый заместитель председателя комитета по экономике, и. о. председателя комитета по экономике администрации Хабаровского края.
1993 год — заместитель главы администрации Хабаровского края, председатель комитета по экономике.
2000 год — председатель комитета по экономике, и. о. первого заместителя главы администрации края по экономике.
2002—2009 годы — заместитель председателя правительства края — министр экономического развития и внешних связей Хабаровского края.
2009 год — заместитель полномочного представителя Президента Российской Федерации в Дальневосточном федеральном округе.
2013 год — исполняющий обязанности ректора Дальневосточного гуманитарного университета (ДВГГУ) в Хабаровске.
2013—2015 годы — первый заместитель председателя правительства Хабаровского края по экономическим вопросам.

#### Глава Еврейской автономной области
24 февраля 2015 года Указом Президента РФ назначен временно исполняющим обязанности губернатора Еврейской автономной области до вступления в должность лица, избранного губернатором Еврейской автономной области.
С 22 сентября 2015 года по 12 декабря 2019 года — губернатор Еврейской автономной области.
С 22 ноября 2017 по 18 июля 2018 — член президиума Государственного совета Российской Федерации.

## Классный чин
- Действительный государственный советник II класса (2010 год).

## Награды
- Орден Дружбы
- Медаль «За заслуги в проведении Всероссийской переписи населения»
- Медаль «За укрепление боевого содружества»
- Медаль МЧС России «Маршал Василий Чуйков»
- Заслуженный экономист Российской Федерации

## Личная жизнь
Женат. Супруга Оксана имеет два высших образования: экономическое (специальность «экономическая кибернетика») и юридическое. Кандидат юридических наук. Была юрисконсультом, затем главным юрисконсультом на заводе «Балтика» в Хабаровске. Потом перешла работать в Арбитражный суд Хабаровского края в связи с назначением судьёй (Указ Президента Российской Федерации от 21 мая 2010 года № 620).
Дочь Ольга окончила гимназию в Хабаровске, училась в Академии экономики и права на факультете международных экономических отношений, работала в администрации Хабаровского края.
Старшая сестра — Полина.

### Увлечения
В школе и институте играл в шахматы, имеет второй взрослый разряд. Занимается спортом — играет в волейбол и большой теннис. Ранее играл в футбол, настольный теннис. Любит смотреть футбол и хоккей.